# 28038 Nicoleodzer
28038 Nicoleodzer è un asteroide della fascia principale. Scoperto nel 1998, presenta un'orbita caratterizzata da un semiasse maggiore pari a 2,3476269 UA e da un'eccentricità di 0,1768445, inclinata di 2,21837° rispetto all'eclittica.